# دهه ۱۹۳۰ (میلادی)

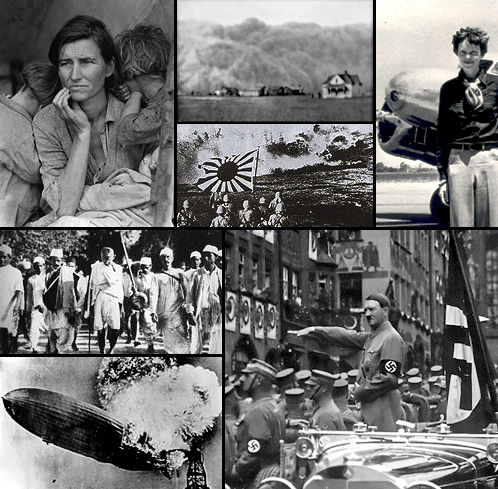

دههٔ ۱۹۳۰ میلادی بر اساس تقویم گریگوری به زمانی تاریخی گفته می‌شود که از ابتدای ۱۹۳۰ (میلادی) آغاز شد و در انتهای ۱۹۳۹ (میلادی) به پایان رسید.
‎

## نگارخانه

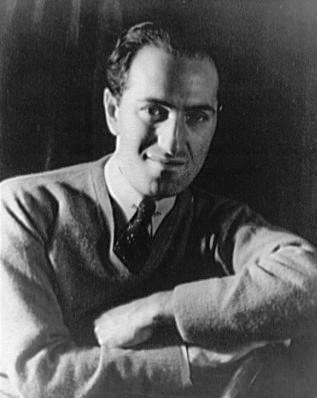
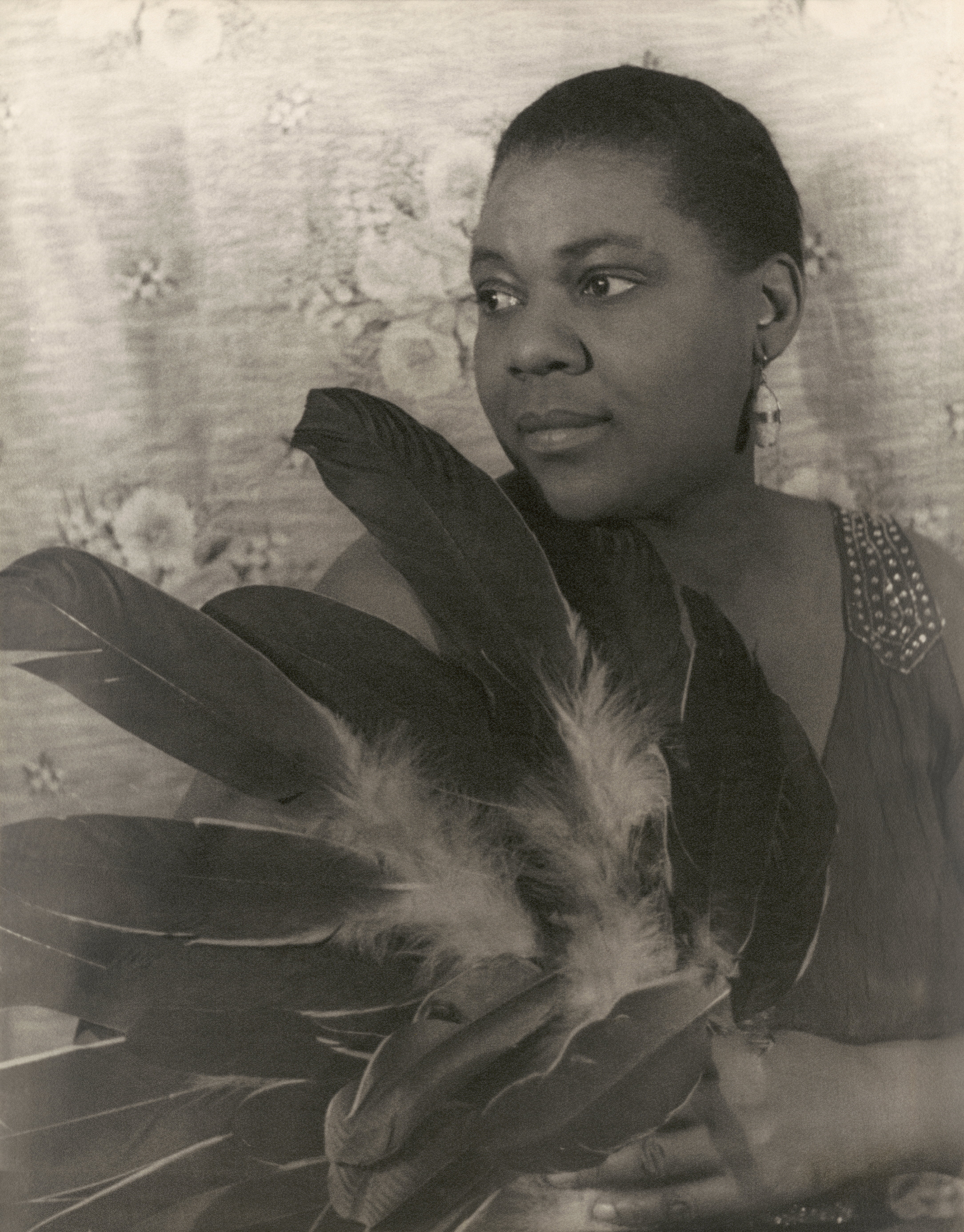
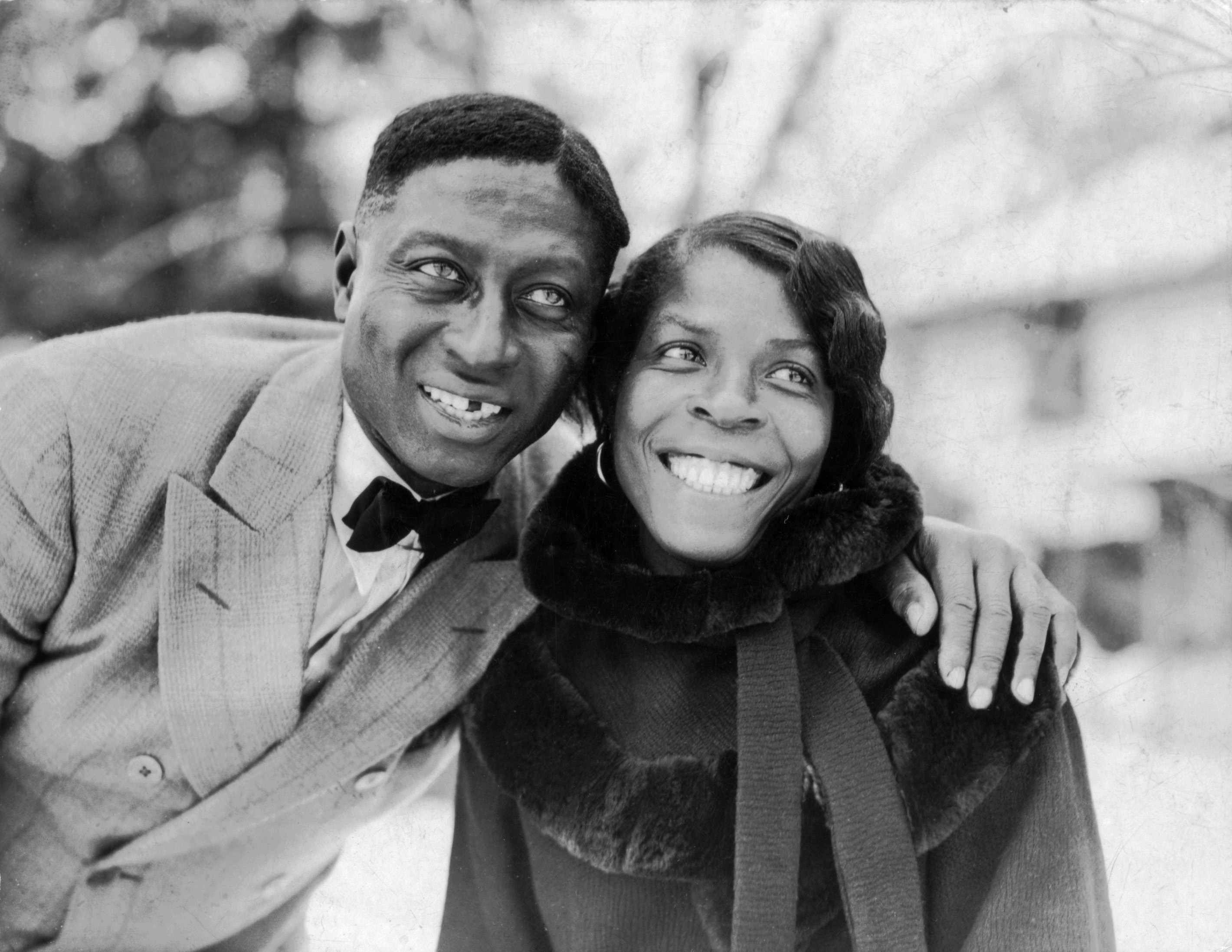
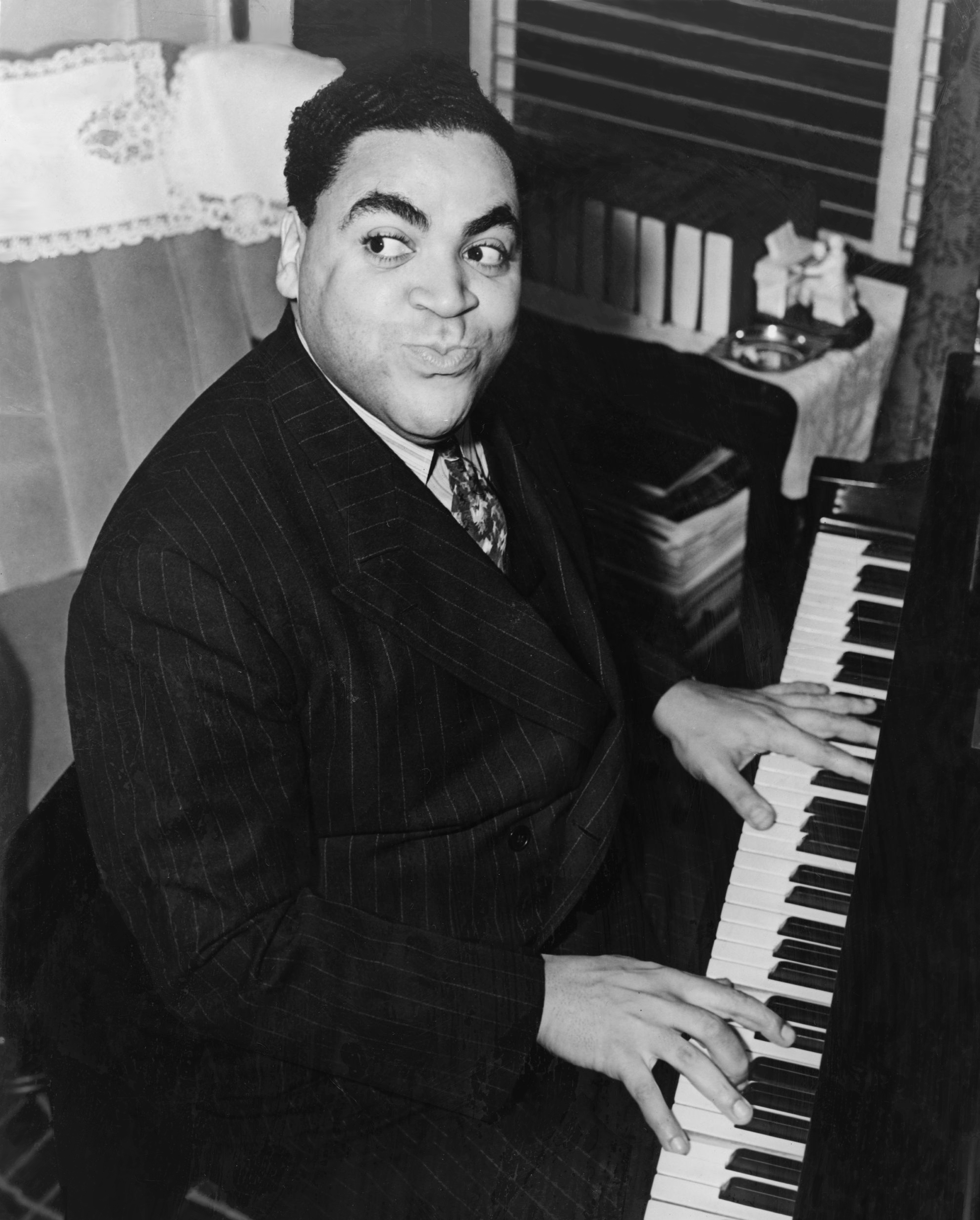
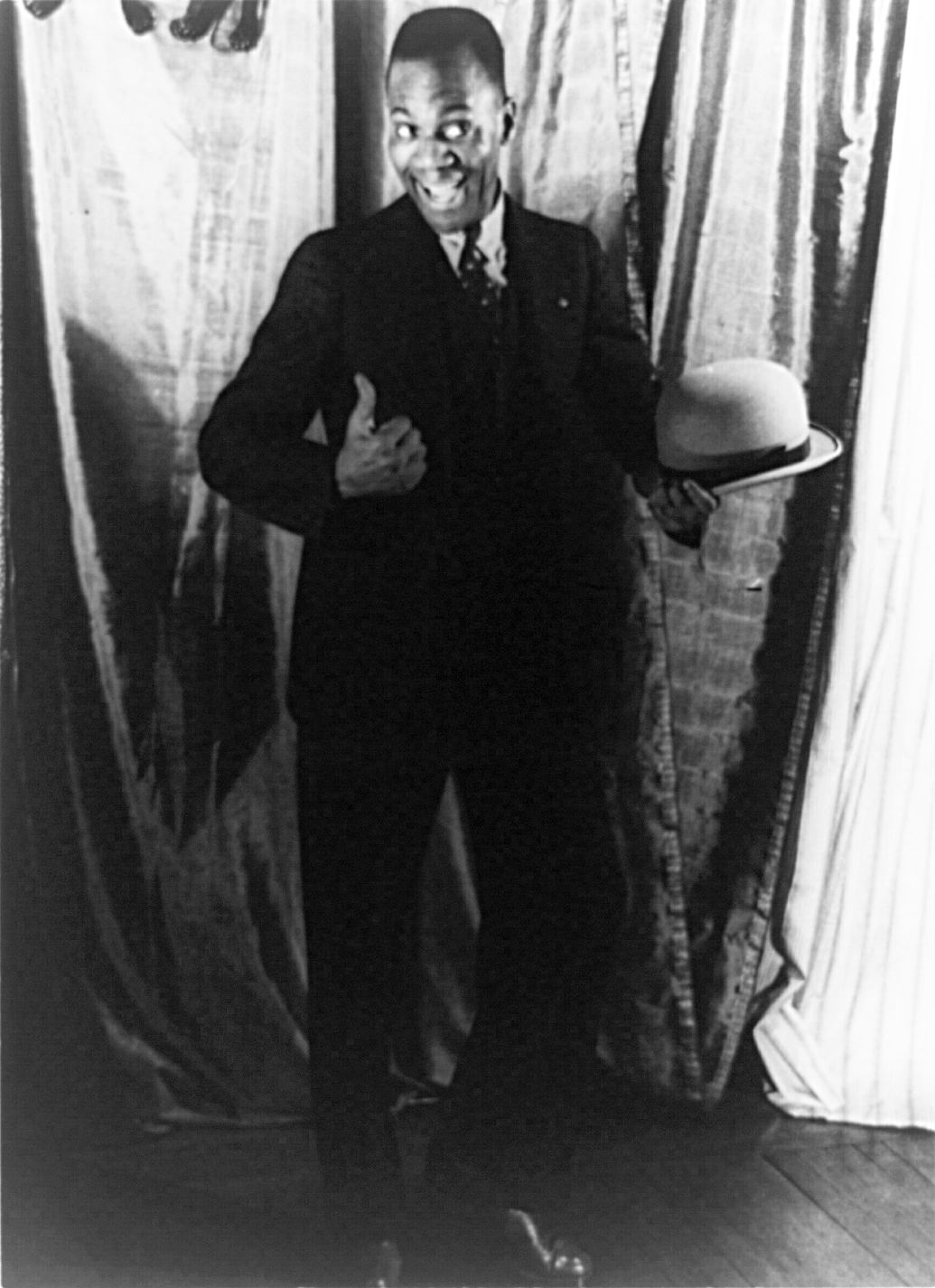